# أليكسي بوبوف
أليكسي بوبوف (بالروسية: Алексей Львович Попов)‏ هو مذيع وصحفي روسي، ولد في 13 يوليو 1974 في موسكو في روسيا.